# Let United Airlines 93

Trasa letu United Airlines 93 dne 11. září 2001.

Let United Airlines 93 byl vnitrostátní let na trase z Newark International Airport v Newarku v New Jersey na San Francisco International Airport, který byl během útoků z 11. září unesen čtyřmi teroristy, kteří se dostali do pilotní kabiny, přemohli piloty a získali kontrolu nad letadlem a to pak navedli směrem na Washington D.C. Několik pasažérů se během únosu spojilo pomocí mobilních telefonů s lidmi na zemi a dozvěděli se o útocích v New Yorku a Washingtonu, provedených unesenými letadly. Pasažéři se tudíž rozhodli teroristy přemoci, zmocnit se kontroly nad letadlem a zabránit tak dalšímu útoku. Po souboji mezi pasažéry a teroristy se letadlo zřítilo u obce Shanksville v Pensylvánii, asi 240 km severozápadně od Washingtonu D.C. Všechny osoby na palubě při zřícení letadla zahynuly.

## Únosci
Hlavní osobou únosu letu 93 byl Ziad Jarrah, který se po převzetí kontroly nad letadlem chopil pilotování. Narodil se v bohaté libanonské rodině a byl vychováván v sekulárním duchu. Chtěl se stát pilotem a v roce 1996 se přestěhoval do Německa, kde začal studovat německý jazyk na Universitě v Greifswaldu. O rok později se přestěhoval do Hamburku, kde začal studovat aerokosmické technologie na Hamburské universitě aplikovaných věd. Během pobytu v Hamburku se postupně stával silně věřícím a začal se stýkat s radikální Hamburskou buňkou. V lednu 2000 odcestoval do Afghánistánu, kde se setkal s vůdcem al-Kajdy Usámou bin Ládinem. Zpět do Hamburku se vrátil během ledna a v únoru oznámil, že mu byl odcizen cestovní pas. Americká ambasáda v Berlíně mu v květnu vystavila turistické vízum. V červnu 2000 přesídlil Jarrah na Floridu a tam začal navštěvovat kurzy létání. Krátce po útocích jeho rodina prohlásila, že byl nevinným pasažérem.
Tři další únosci byli vycvičeni k násilnému vpádu do kokpitu a přemožení posádky. První z nich, Ahmed al-Nami, přistál na turistické vízum v Miami na Floridě 28. května 2001, spolu s únosci letu United Airlines 175 Hamzou al-Ghamdim a Mohandem al-Shehrim. Druhý únosce, Ahmed al-Haznawi, přistál v Miami 8. června 2001, spolu s únoscem letu American Airlines 11 Wail al-Sherim. Třetí únosce, Saeed al-Ghamdi, přistál v Orlandu na Floridě 27. června 2001, spolu s únoscem letu 175 Fayezem Banihammadem. Všichni tři únosci do Spojených států přiletěli z Dubaje.

## Let
Let United Airlines 93 byl realizován letadlem Boeing 757-222 registračního čísla N591UA. Kapacita letadla byla 182 pasažérů, ale 11. září 2001 jich cestovalo jen 37 a spolu s nimi sedm členů posádky. Letadlo bylo obsazeno z 20 %, což bylo značně méně v porovnání s průměrnou úterní obsazeností tohoto spoje, která dosahovala 53 %. Posádku tvořili pilot Jason Dahl, první důstojník LeRoy Homer Jr. a letušky Lorraine Bay, Sandra Bradshaw, Wanda Green, CeeCee Lyles a Deborah Welsh.

### Vstup na palubu a začátek letu
Skupina únosců byla odbavena mezi 7:03 a 7:39 místního času. V 7:03 byli odbaveni al-Ghamdi, který neměl žádné zavazadlo, a al-Nami, který měl dvě zavazadla. V 7:24 byl odbaven al-Haznawi, který měl jedno zavazadlo, a v 7:39 Jarrah, který neměl žádné zavazadlo. Počítačový systém CAPPS (Computer Assisted Passenger Prescreening System) vybral k důkladné kontrole pouze al-Haznawiho zavazadlo. Jarrah zavolal z telefonní budky na letišti své přítelkyni, které třikrát řekl "miluji tě" a následně zavěsil. Jeho zavazadlo prošlo detailní kontrolou na výbušniny, ale systém CAPPS jej pro další kontrolu již nevybral. Dle vyjádření letištní ochranky se únosci nechovali nijak neobvykle.
Al-Hazanwi a al-Ghamdi vstoupili na palubu v 7:39 a v první třídě seděli na místech 6B a 3D. Al-Nami nastoupil o minutu později a seděl na sedadle 3C. Jarrah vstoupil na palubu v 7:48 a seděl na místě 1B. Letadlo mělo odletět v 8:00 a od brány A17 se odpojilo v 8:01. Odlet ovšem byl zpožděn a došlo k němu až v 8:42. Zbylé tři unesené spoje odstartovaly se zpožděním maximálně patnáct minut. V okamžiku startu byl již let 11 pod kontrolou teroristů a právě probíhal pokus o převzetí kontroly nad letem 175. V 9:02 dosáhl let 93 letové hladiny 11 000 m. Po útoku na druhou věž Světového obchodního centra vyšlo najevo, že jde o koordinovaný teroristický útok, a řízení letového provozu začalo o této situaci informovat prostřednictvím systému ACARS (Aircraft Communication Addressing and Reporting System). Ed Ballinger, dispečer společnosti United Airlines začal tuto výstrahu odesílat v 9:19. Jelikož byl zodpovědný za několik letů, odeslal zprávu letu 93 v 9:21. V 9:23 obdržel od letu 93 prostřednictvím tohoto systému rutinní zprávu. Po zhlédnutí záběrů z útoků v New Yorku nechala v 9:22 Melody Homer, manželka kapitána Homera, odeslat přes tento systém zprávu, ve které se jej ptala, zdali je v pořádku. V 9:24 obdržel let 93 Ballingerovo varování: "Pozor na vniknutí do kokpitu - dvě letadla narazila do Světového obchodního centra". V 9:26 odeslal pilot zpět zprávu: "Ede, potvrzuji poslední zprávu -- Jason". V 9:27:25 provedla posádka rutinní komunikaci s řízením letového provozu. Šlo o poslední spojení s letadlem před únosem.

### Únos
Únos letu 93 začal v 9:28. V té době již byly lety 11 a 175 zničeny nárazem do Světového obchodního centra a letu 77 zbývalo několik minut k dosažení svého cíle, Pentagonu v Arlingtonu ve Virginii. Únosci těchto spojů se kontroly nad letadly zmocnili do třiceti minut od startu, pravděpodobně v okamžiku, kdy si pasažéři mohli odepnout bezpečnostní pásy a palubní personál je začal obsluhovat. Není jasné, proč únosci letu 93 vyčkávali asi 46 minut.
Po začátku únosu okolo 9:28 se letadlo během třiceti sekund propadlo o 209 metrů. V čase 9:28:17 začal jeden z členů posádky vysílat rádiem signál "Mayday! Mayday! Mayday!", který byl doprovázený zvuky potyčky s teroristy. Řízení letového provozu v Clevelandu odpovědělo: "Volá někdo Cleveland?" Odpovědi se ovšem nedočkalo.
 O pětatřicet sekund později došlo k dalšímu vysílání. Někdo v kokpitu zakřičel "Mayday! Vypadněte odtud! Vypadněte odtud!" Z dostupných důkazů není průkazné, kdy přesně se únosci zmocnili kontroly nad letadlem. Dle vyšetřovatelů přesunuli únosci posádku a pasažéry do zadní části letadla, aby nenarušovali průběh únosu. Zatímco únosy zbývajících třech letadel provedly pětičlenné týmy, dle výsledků vyšetřování byli na letu 93 pouze čtyři únosci, což vedlo k spekulacím o možném dvacátém únosci. Dle vyšetřovací komise jim měl pravděpodobně být Mohamed al-Kahtani, ale na operaci se nemohl podílet, protože mu o měsíc dříve byl zamezen vstup do Spojených států. V některých svědectvích se mluví pouze o třech únoscích, z čehož vyšetřovatelé usoudili, že Jarrah čekal, až ostatní únosci přemohou piloty a převezmou kontrolu nad letadlem a pilotování se ujal mimo dohled pasažérů.
 Záznamové zařízení začalo nahrávat posledních třicet minut letu 93 v 9:31:57. V tuto chvíli Jarrah oznámil: "Dámy a pánové, tady je kapitán. Prosím, sedněte si, zůstaňte sedět. Máme na palubě bombu. Tak seďte." Dispečer řízení letového provozu vysílání zachytil a rozuměl mu, ale odpověděl, že nerozuměl a žádal o opakování a mezitím o nastalé situaci informoval nadřízené. Na nahrávce je slyšet, že letuška říká: "Prosím, prosím, neubližujte mi." Jarrah nastavil na autopilotovi změnu kurzu na východ v 9:35:09. Letadlo stouplo od výšky 12 400 m a letoví dispečeři začali odklánět další letadla z letové trasy letu 93. Letuška v kokpitu na nahrávce říká: "Nechci umřít. Nechci umřít." Na to jeden z únosců arabsky odpovídá, že je vše v pořádku a že skončil.
 V 9:39 zaslechli dispečeři Jarraho prohlášení, "á, tady je kapitán. Chtěl bych vám říct, abyste zůstali sedět. Máme na palubě bombu a vracíme se na letiště. Máme své požadavky. Takže zůstaňte, prosím, v klidu." Další vysílání se z letu 93 neuskutečnilo. V 9:30 začali pasažéři volat pomocí mobilních a palubních telefonů svým příbuzným a úřadům. Celkem bylo během letu uskutečněno 35 hovorů palubními telefony a dva hovory mobilními telefony. Deseti pasažérům a dvěma členům posádky se podařilo dovolat a poskytnout informace o situaci lidem na zemi . Tom Burnett několikrát volal své manželce palubním telefonem z řad 24 a 25, ačkoliv původně seděl v řadě 4. Burnett vysvětlil, že letadlo bylo uneseno muži tvrdícími, že mají bombu. Dodal, že jeden pasažér byl pobodán a že si myslí, že bomba je jen zástěrka pro udržení kontroly nad pasažéry. Během jednoho hovoru jej manželka informovala o útocích v New Yorku a on odpověděl, že únosci "mluvili o zničení tohoto letadla... Proboha. Je to sebevražedná mise." Hovor ukončil slovy "neboj se, něco uděláme". Jedna z letušek se v 9:32:29 pokusila kontaktovat United Airlines. Hovor trval 95 sekund, ale nedočkala se odpovědi, neboť byl hovor pravděpodobně zařazen do fronty. Letuška Sandra Bradshaw se s United Airlines spojila v 9:35:40 z řady 33. Oznámila, že došlo k únosu skupinou mužů vyzbrojených noži, kteří pobodali jednu letušku.
Mark Bingham zavolal své matce z řady 25 v 9:37:03. Oznámil jí, že letadlo bylo uneseno třemi muži, kteří tvrdili, že mají bombu. Jeremy Glick zavolal své manželce v 9:37:41 z řady 27 a řekl jí, že letadlo bylo uneseno třemi muži tmavší pleti "íránského" vzhledu s červenými šátky a ozbrojenými noži. Glick byl spojen až do konce letu. Manželce řekl, že pasažéři se rozhodovali, zdali mají na únosce "vlítnout". Dispečer koordinující lety na východním pobřeží zalarmoval pobočku leteckého úřadu (Federal Aviation Administration, FAA) v Herdonu ve Virginii, neboť let 93 se odchýlil z kurzu a neodpovídal na volání. O minutu později deaktivoval Jarrah transpondér identifikující letadlo, ale řízení letového provozu v Cleveladnu letadlo bylo schopno sledovat na radaru. Herdonská pobočka FAA informovala o situaci letu 93 centrálu. V 9:43:03 zavolal z řady 26 svému otci Joseph DeLuca a informoval jej o únosu. Todd Beamer se v 9:43:48 pokusil spojit z řady 32 se svou manželkou, ale byl přesměrován na operátorku Lisu D. Jefferson. Beamer jí řekl, že piloti leží na zemi mrtví či umírající. Jeden z únosců dle něj měl kolem na svém těle červeným opaskem připevněnou bombu. Zaměstnanec United Airlines poslal v 9:46 ze San Francisca prostřednictvím systému ACARS letadlům zprávu: "Dostal jsem informaci o incidentu. Prosím, potvrďte, že je vše v pořádku." Linda Gronlund zavolala v 9:46:05 své sestře Else Strong a nechala jí hlasovou zprávu, ve které mluvila o mužích s bombou.
 Letuška CeeCee Lyles volala svému manželovi v 9:47:57 a nechala mu hlasovou zprávu, ve které mu řekla, že letadlo bylo uneseno. Marion Britton zavolala v 9:49:12 svému příteli Fredu Fiumanovi. Fiumano později vzpomínal, že "řekla, že 'je po nás. Že nás zabijou, víte, že umřeme.' A já ji odpověděl, 'neboj se, unesli letadlo, vezmou vás na výlet, podíváš se do jejich země a vrátíš se zpět. Uděláš si tam výlet.' Nevíte co říct - co řeknete? Říkal jsem pořád to samé, 'buď v klidu'. A ona plakala - víte - více či méně plakala a křičela." Letuška Sandra Bradshaw zavolala svému manželovi v 9:50:04 a řekla mu, že připravuje vařící vodu, kterou pasažéři hodlají vylít na únosce. Pasažérka Lauren Grandcolas půjčila svůj telefon Honor Elizabeth Wainio. Ta zavolala své nevlastní matce v 9:53:43 a o čtyři a půl minuty později ukončila hovor slovy, "musím končit. Snaží se dostat do kokpitu. Miluji tě." Jarrah nastavil v 9:55:11 frekvenci radiomajáku na Reagan National Airport, který mu měl pomoci s navedením letadla na Washington D.C. Sandra Bradshaw řekla svému manželovi: "Všichni běží do první třídy. Musím jít. Ahoj."

### Vzpoura
Vzpoura na palubě letu 93 vypukla v 9:57. Únosci v kokpitu zareagovali v 9:57:55, kdy jeden z nich vykřikl: "Co se tam děje? Rvačka?" Edward Felt zavolal z toalety na linku 911 a pokusil se získat informace. Byl spojen na operátora Johna Shawa. Felt mu popsal únos dříve, než došlo ke ztrátě spojení. Objevily se zprávy, že Felt slyšel explozi a cítil kouř, ale tyto zprávy byly později vyvráceny. Lyles se ještě jednou spojila se svým manželem a řekla mu, že se pasažéři pokoušejí dostat násilím do kokpitu. Jarrah začal naklánět letadlo střídavě doleva a doprava, aby pasažéři ztratili rovnováhu. Jednomu z únosců Jarrah řekl v 9:58:57: "Chtějí se sem dostat. Udrž, udrž je venku. Udrž je venku. Udrž je." Jarrah změnil v 9:59:52 taktiku a začal pohybovat nosem letadla nahoru a dolů, aby narušil snahu pasažérů.
Záznamové zařízení v kokpitu nahrávalo zvuky nárazů, výkřiků a tříštění skla. Jarrah stabilizoval letadlo v 10:00:03. O pět sekund později se zeptal: "Je to ono? Máme to skončit?" Druhý únosce mu odpověděl: "No. Ještě ne. Až se sem dostanou, skončíme to." Jarrah ještě jednou naklonil nos letadla nahoru a dolů. Jeden z pasažérů v 10:00:25 zakřičel: "Do kokpitu. Jestli to nezvládneme, zemřeme." O šestnáct sekund později zakřičel další pasažér: "Jdeme na to." Jarrah ukončil v 10:01:00 manévrování a několikrát odříkal takbír. Poté se zeptal dalšího únosce: "Je to ono? Mám to strhnout dolů?" Ten mu odpověděl: "Ano, strhni to dolů." Pasažéři pokračovali v útoku a v 10:02:23 únosce řekl: "Strhni to dolů! Strhni to dolů!" Letadlo začalo prudce klesat dolů, Jarrah zatočil kniplem prudce vpravo a letadlo se ve vzduchu přetočilo podvozkem nahoru. Jeden z únosců začal vykřikovat slova z takbíru a za zvuků útočících pasažérů se letadlo zřítilo do pole poblíž Shanksville v Pensylvánii, asi dvacet minut letu od Washingtonu D.C. Zvukový záznam z kokpitu končí v 10:03:09, poslední data byla na černou skříňku nahrána v 10:03:10. Mezi rodinami některých obětí a vyšetřovateli vznikl spor, zdali se pasažérům podařilo do kokpitu proniknout. Dle oficiálních závěrů vyšetřování "únosci udrželi kontrolu nad letadlem, ale museli dospět k názoru, že pasažérům do proniknutí do kokpitu a jejich přemožení zbývalo jen několik sekund". Někteří tvrdí, že o proniknutí pasažérů do kokpitu není pochyb.

### Zřícení

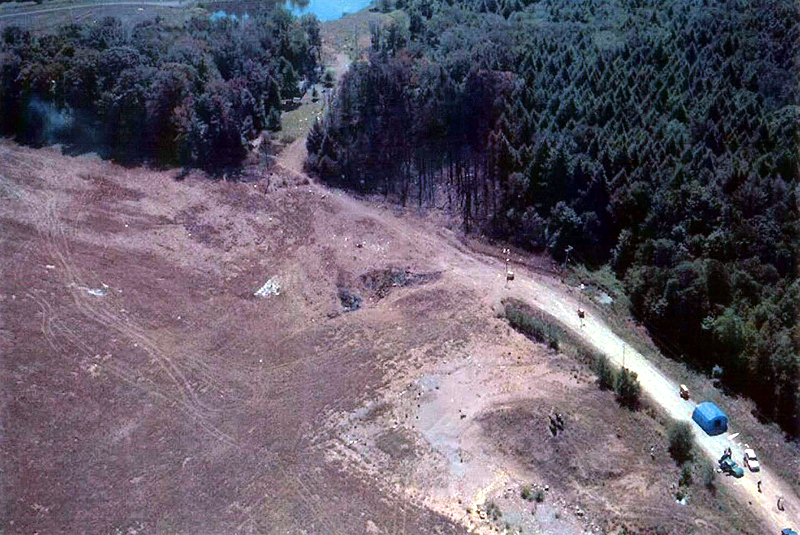
Místo zřícení letu 93.

Let 93 se zřítil v oblasti rekultivovaného povrchového uhelného dolu v obci Shanksville v Pensylvánii v 10:03:11. Dle oficiální vyšetřovací zprávy letělo letadlo při zřícení rychlostí 933 km/h. Dle National Transportation Safety Board byla rychlost stroje 906 km/h a letadlo bylo obráceno podvozkem nahoru a padalo pod úhlem 40°. Letadlo vytvořilo do dopadu kráter hluboký dva a půl až tři metry a široký devět až patnáct metrů. Nikdo ze čtyřiačtyřiceti osob na palubě nepřežil. Mnoho médií a svědků uvádělo jako čas zřícení 10:06, zatímco jiná média a vyšetřovatelé uváděli čas 10:03. Komise vyšetřující útoky z 11. září dospěla k tomuto času analýzou černých skříněk, dat z radarů, infračervených snímků ze satelitů a vysílání řízení letového provozu.
Kelly Leverknight sledovala zprávy o útocích, když zaslechla letadlo. "Slyšela jsem letadlo, šla jsem se na něj podívat z vchodových dveří a uviděla jsem, že padá k zemi. Mířilo směrem ke škole, což mě vylekalo, neboť tam byly mé tři děti. Pak byla slyšet exploze a byl vidět oheň a kouř." Další svědek, Eric Peterson, který byl v místním obchodě s automobily, se podíval nahoru, když slyšel letadlo. "Bylo docela nízko a myslel jsem si, že by na něm šly spočítat nýty. Bylo vidět více z horní části letadla než z dolní, bylo totiž obrácené na stranu. Došlo k velké explozi a byly vidět plameny. Byla to obrovská, obrovská exploze. Plameny, poté kouř a poté obrovský, obrovský oblak ve tvaru hřibu." Val McClatchey sledovala přenos útoků, když uslyšela letadlo. Krátce jej zahlédla a poté uslyšela náraz. Exploze vyřadila elektřinu a telefony. Popadla fotoaparát a pořídila fotografii oblaku kouře vznášejícího se nad místem zřícení. Stoupenci konspiračních teorií ji obvinili ze zfalšování fotografie.
První svědci dorazili na místo nehody v 10:06. Dispečeři řízení letového provozu v Clevelandu, kteří zatím nevěděli o zřícení letu 93, informovali Severovýchodní protivzdušnou obranu (Northeast Air Defense Sector, NEADS), že na palubě letu 93 je bomba a předali jeho poslední známé souřadnice. V tomto okamžiku byla armáda poprvé informována o situaci letu 93. Ballinger se pokusil prostřednictvím systému ACARS poslat v 10:10 letu 93 zprávu: "Neodklánějte se k DC. V žádném případě." O minutu později zprávu zopakoval. Pobočka leteckého úřadu (Federal Aviation Administration, FAA) v Herdonu uvědomila v 10:13 ředitelství o zřícení letu 93. NEADS se spojil s řízením letového provozu ve Washingtonu za účelem získání nových informací o letu 93 a byl informován, že došlo k jeho zřícení. V 10:37 oznámil reportér CNN Aaron Brown: "Dostáváme zprávy, dostáváme hodně zpráv a chceme být opatrní a informovat vás, až je potvrdíme. Máme zprávu, že v Pensylvánii se zřitla 747, avšak tato zpráva je v tuto chvíli nepotvrzená."" Ve zmatku chybně v 10:47 oznámil, že na Pentagon míří druhé letadlo a informaci zopakoval v 10:52.

## Po zřícení

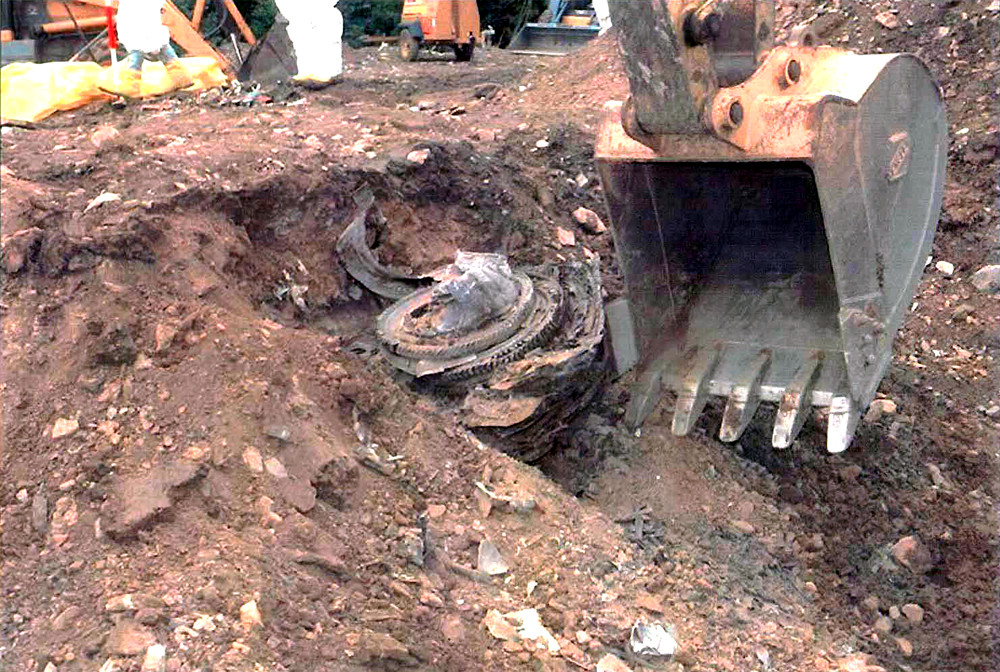
Odkryté zbytky jednoho z motorů letadla.

Letadlo se po dopadu zcela roztříštilo. Vyšetřovatelé objevili zbytky letadla až v New Baltimore v Pensylvánii, třináct kilometrů od místa zřícení. Část trosek byla nalezena v Indian Lake v Pensylvánii, dva a půl kilometru od místa dopadu. Všechny ostatky obětí byly nalezeny na ploše okolo místa zřícení o rozloze 28 ha. Na vyšetřování a identifikaci obětí se podílel koroner Wally Miller. Dle jeho vyjádření byl jediným snáze identifikovatelným lidským pozůstatkem kus páteře tvořený pěti obratli. Miller nalezl asi 1500 tělesných pozůstatků o celkové hmotnosti 272 kg, což bylo asi osm procent hmotnosti všech osob na palubě letu 93. Zbytek těl obětí se vypařil při dopadu a následné explozi. Do 22. září byly identifikovány čtyři oběti, do 24. září pak jedenáct obětí. Další oběť byla identifikována 29. září. Do 27. října bylo identifikováno čtyřiatřicet obětí. Všechny oběti byly identifikovány 21. prosince. Ostatky těl byly explozí poškozeny natolik, že vyšetřovatelé nebyli schopni určit, zdali někteří pasažéři zahynuli již během letu před zřícením letadla. V úmrtních listech obětí byla jako příčina smrti uvedena vražda, v případě únosců byla uvedena sebevražda. Tělesné pozůstatky a osobní věci obětí byly vráceny jejich rodinám. Pozůstatky únosců byly předány FBI jako důkaz.

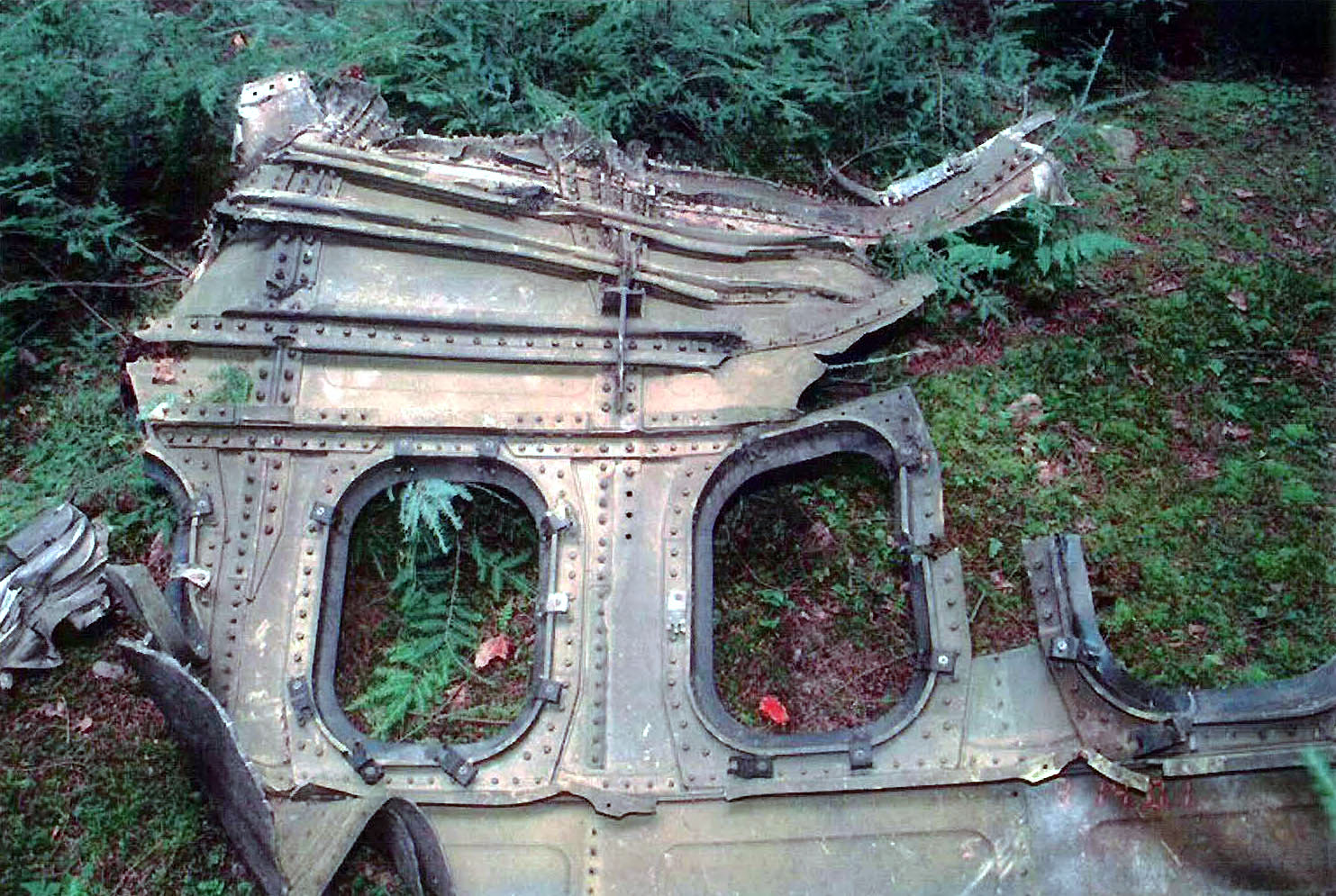
Kus trupu nalezený na místě zřícení letu 93.

Vyšetřovatelé na místě nalezli nůž maskovaný jako zapalovač. Černá skříňka byla nalezena 13. září a záznamové zařízení z kokpitu o den později. To bylo nalezeno osm metrů pod kráterem. FBI původně odmítla žádost kongresmanky Ellen Tauscher a rodin obětí o uveřejnění nahrávek. Dne 18. dubna 2002 bylo rodinám obětí umožněno si na uzavřeném setkání nahrávky poslechnout. Nahrávky byly přehrány porotě rozhodující v případě Zachariase Moussaouiho a přepisy byly na veřejnost uvolněny 12. dubna 2006.
Nepodařilo se podat přesvědčivé a nezvratné důkazy o cíli letu 93. Usáma bin Ládin, Chálid Šajch Muhammad a Muhammad Atef vypracovali před útoky seznam možných cílů. Bin Ládin chtěl zničit Bílý dům a Pentagon. Šajch Muhammad chtěl zaútočit na Světové obchodní centrum a všichni tři chtěli zasáhnout Kapitol. Nikdo další se na prvním výběru cílů nepodílel. Bin Ládin řekl Ramzimu Binalshibhovi, jednomu z organizátorů, ať informuje Muhammada Attu, že preferuje Bílý dům před Kapitolem. Atta upozornil Binalshibha, že udeřit na Bílý dům může být komplikované, ale souhlasil s jeho zařazením na seznam cílů a Kapitol určil jako alternativní cíl pro případ, že by se útok na Bílý dům ukázal jako obtížně realizovatelný. Nakonec Atta informoval Binalshibha, že Jarrah má v plánu navést letadlo na Kapitol. Atta zmínil i možnost útoku na jaderné zařízení, ale ostatní piloti s návrhem vyjádřili nesouhlas a Atta svůj návrh stáhl. V komunikaci mezi Attou a Binalshibhem dva dny před útokem byl jako primární cíl zmíněn Bílý dům a Kapitol jako cíl alternativní.

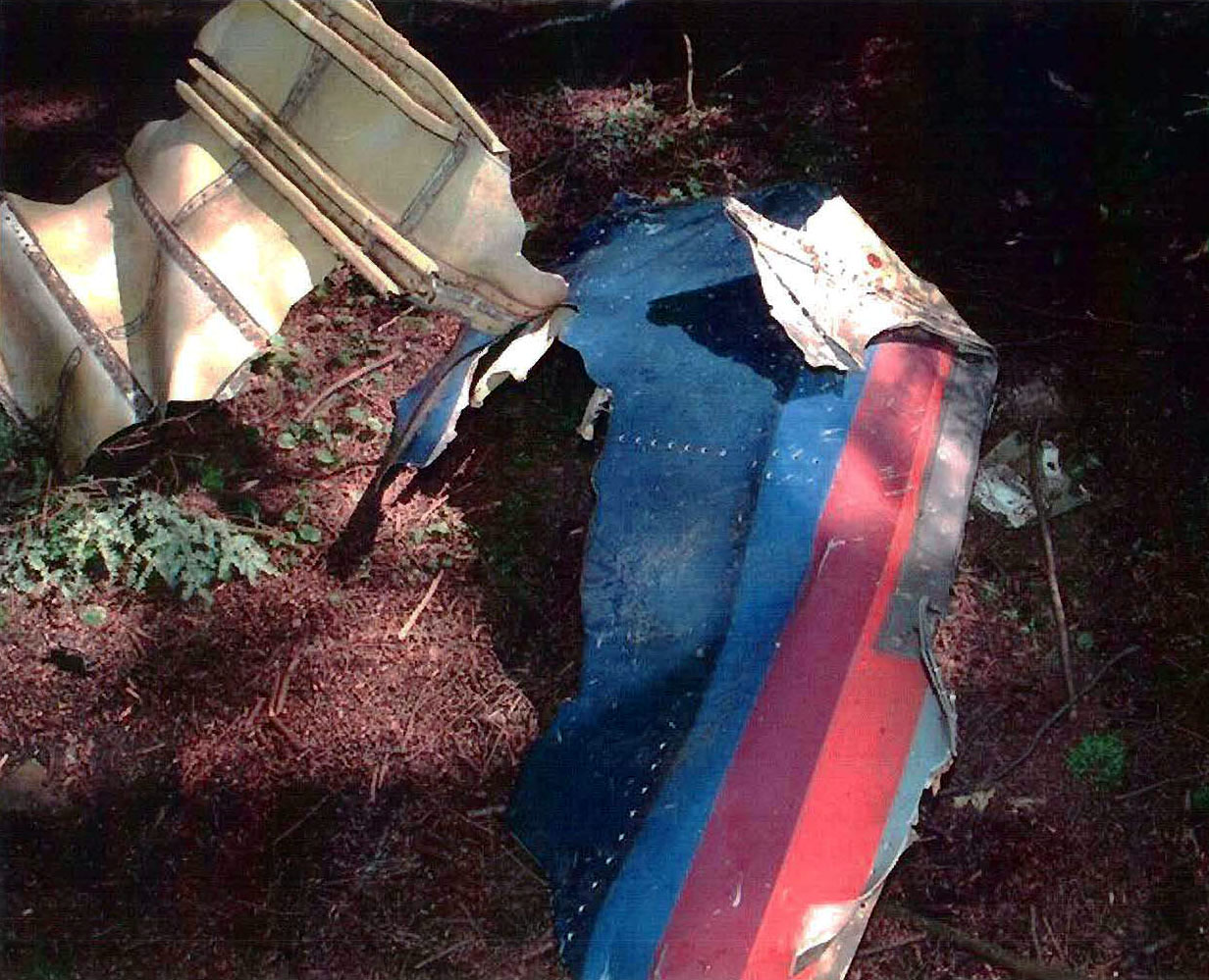
Trosky letu 93.

Krátce po útocích se vynořily spekulace, že cílem mohl být Camp David. Na základě výslechů Abú Zubajdy dospěli vyšetřovatelé k názoru, že cílem letadla měl být Bílý dům. Šajch Muhammad a Binalshibh v rozhovoru s Yosri Foudou pro stanici Al-Džazíra uvedli, že cílem byl Kapitol. V oficiální vyšetřovací zprávě o útocích je uvedeno, že pasažéři svou akcí zamezili zničení Bílého domu nebo Kapitolu. Dle další výpovědi Šajcha Muhammada preferoval bin Ládin Kapitol před Bílým domem a přiznal, že v rozhovoru s Foudou, kde uvedl, že teroristé zvažovali asi třicet cílů, lhal, aby vzbudil zdání, že útoky měly větší rozměr než ve skutečnosti.
Komise vyšetřující útoky z 11. září dospěla k názoru, že velení protiletadlové obrany (North American Aerospace Defense Command, NORAD) a letecký úřad (Federal Aviation Administration, FAA) podali nepřesná svědectví. NORAD uvedl, že by let 93 byl dostižen a sestřelen před dosažením Washingtonu D.C. Komise se s tímto svědectvím neztotožnila a uvedla, že "pokud by se let 93 nezřítil v Pensylvánii, během deseti až dvaceti minut by se dostal do oblasti Washingtonu". Ve vyšetřovací zprávě je uvedeno, že stíhačky pod vedením NEADS sledovaly let Delta Air Lines 1989, který byl v daném okamžiku chybně považován za unesený. Dne 19. září 2001 byly všechny oběti letu 93 navrženy na Zlatou medaili Kongresu. Kongresman Bill Shuster navrhl v roce 2006 zákon, který by medaili všem obětem přiznal, avšak ani v roce 2008 k udělení vyznamenání obětem nedošlo.
Slova pasažéra Todda Beamera "let's roll" se stala celostátně používanou frází. Port Authority of New York and New Jersey změnila na počest obětem útoků jméno Newark International Airport na Newark Liberty International Airport. Příběh letu 93 se stal tématem několika dokumentů i hraných filmů, například The Flight That Fought Back, Let číslo 93 či United 93.